# 前田兼宝

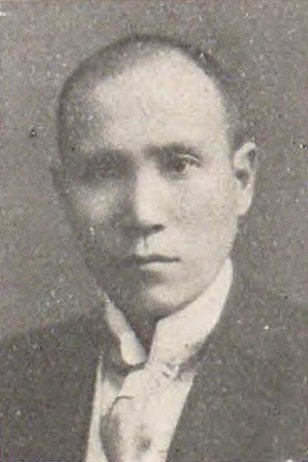
前田兼宝

前田 兼宝（まえだ けんほう、1876年（明治9年）4月3日 - 1937年（昭和12年）5月9日）は、日本の衆議院議員（政友本党→立憲民政党）、内務官僚。

## 経歴
鹿児島県川辺郡加世田村（現在の南さつま市）出身。1906年（明治39年）、東京帝国大学法科大学を卒業。高等文官試験に合格し、警視庁警視、京橋警察署長、本郷警察署長、本富士警察署長を歴任。さらに宮崎県警察部長、宮崎県内務部長を務めた。
1924年（大正13年）、第15回衆議院議員総選挙に出馬し、当選を果たした。
その後、鹿児島銀行取締役、鹿児島県農工銀行監査役を務めた。